# گرینوکیت
گرینوکیت (به انگلیسی: Greenockite) با فرمول شیمیایی CdS از مجموعه کانی هاست و  از نام لرد Greenock مشتق شده‌است.  محلول در HNO۳ برای اولین بار در بولیوی کشف شد و از نظر شکل بلور: هرمی - منشوری، رنگ: زرد - نارنجی تا قرمز، شفافیت: شفاف، جلا: الماسی - چرب، رخ: ناقص- مطابق با سطح، سیستم تبلور: هگزاگونال و در رده‌بندی سولفور است  و منشأ تشکیل آن ثانوی است.
همایند کانی‌شناسی: (پارانژ) آن ولفنیت- گالن- اسفالریت- اسمیت زونیت است
، از نظر ژیزمان  بلور کمیاب - اگرگات تقریباً کمیاب ; بریتانیای کبیر، آمریکا، بولیوی و روسیه یافت می‌شود.